# Эпит (сын Гиппофоя)
Эпит (др.-греч. Αἵπυτος) — персонаж древнегреческой мифологии. Сын Гиппофоя, отец Кипсела. Царь Аркадии. При нём Орест переселился из Микен в Аркадию согласно вещанию Аполлона. Когда Эпит осмелился войти в святилище Посейдона в Мантинее, куда запрещён вход людям, он ослеп, а немного спустя умер.